# Der nette Mann
Der nette Mann ist das erste Studioalbum der deutschen Rockband Böhse Onkelz. Es erschien Anfang Mai 1984 über das Label Rock-O-Rama Records. Das Album gilt als eines der ersten deutschen Skinhead-Alben.
1986 wurde es zunächst als jugendgefährdend indiziert und später wegen Gewaltdarstellung zusätzlich beschlagnahmt. Die Beschlagnahmung war die erste dieser Art in Deutschland, damit darf das Album auch Erwachsenen nicht mehr verkauft oder zugänglich gemacht werden. Das Album wurde im Juli 2011 folgeindiziert.
Die Indizierung der Lieder Der nette Mann, Mädchen und Böhse Onkelz wurde im Dezember 2019 aufgehoben.

## Entstehungsgeschichte
1984 standen die Onkelz das erste Mal mit Herbert Egoldt, dem Besitzer des Plattenladens Rock-O-Rama und des gleichnamigen Mailorderversands (damals noch auf Punk und New Wave fixiert), in Kontakt, bei dem sie schließlich einen einfachen Vertrag über drei Studioalben unterschrieben. Gemäß diesem Vertrag gingen die Verwertungsrechte der Lieder auf Lebzeiten an Herbert Egoldt über.
Das Album wurde daraufhin innerhalb von nur vier Tagen komplett eingespielt und mit einer Auflage von 4000 Exemplaren gepresst. Die Band erhielt außer einem ersten Abschlag von 4000 DM kein weiteres Geld für die verkauften Exemplare.

## Covergestaltung
Das Albumcover ist komplett in schwarz-weiß gehalten. Es zeigt das Foto einer Kinderpuppe, die ausgezogen und blutverschmiert auf dem Asphalt liegt. Über dem Bild steht in weißer Schrift Böhse Onkelz und am unteren Bildrand Der Nette Mann.

## Titelliste
1. Frankreich ’84 – 2:38
2. Fußball und Gewalt – 3:20
3. Der nette Mann – 2:56
4. Deutschland – 3:09
5. Singen und Tanzen – 2:30
6. Mädchen – 2:20
7. Tanz auf deinem Grab – 2:12
8. Dr. Martens Beat – 2:03
9. Vereint – 2:57
10. Freibier – 3:25
11. Stolz – 2:30
12. Freitag Nacht – 2:21
13. Böhse Onkelz – 2:33
14. Alkohol – 2:20

## Indizierung und Beschlagnahmung
Indizierung
Der nette Mann wurde am 30. August 1986 wegen der Titel Frankreich ’84, Fußball + Gewalt, Der nette Mann, Mädchen, Dr. Martens Beat und Böhse Onkelz durch die Bundesprüfstelle für jugendgefährdende Schriften in die Liste der jugendgefährdenden Schriften eingetragen (Indizierung). Antragsteller waren insgesamt vier Stadt- und Landesjugendämter. 
Das 3er-Gremium begründete, dass das Lied Der Nette Mann schwer jugendgefährdend sei, weil es eine sozialethische Gefährdung von Kindern und Jugendlichen verursache.
Im Titel Frankreich ’84 spielt die Band mit ihrer gemeinsamen Fahrt zur Fußballeuropameisterschaft auf den Überfall des Deutschen Reichs auf Frankreich im Zweiten Weltkrieg an, außerdem wird zu Gewalt aufgerufen und angestachelt; hierbei werden die französischen Bürger herabgewürdigt und diskriminiert.
Der Titel „Mädchen“ wurde als Werk mit pornografischem Inhalt eingestuft.
Beschlagnahmung
Durch das Urteil des Amtsgerichts Brühl , Az.: 10 Gs 418/86 vom 5. Dezember 1986 auf Antrag der Staatsanwaltschaft Köln wurde das Album wegen Gewaltdarstellung beschlagnahmt. Der Widerspruch durch das Landgericht Köln, Akz: 107 Qs 318/87 wurde am 22. April 1987 zurückgewiesen und die Beschlagnahmung bestätigt. Außerdem erfolgte die Einziehung der LP Der Nette Mann vom Amtsgericht Schwäbisch Hall, Az.: 4 Cs 256/93 vom 6. Mai 1993. Die Beschlagnahmung war die erste dieser Art in Deutschland, der Beschluss ist zwischenzeitlich verjährt.
Inklusive der unautorisierten Veröffentlichung Der nette Mann + Demos, welche durch ein Urteil des AG Heilbronn am 6. Mai 1993 eingezogen wurde, zählt das Album in Deutschland zu den wegen Gewaltdarstellung nach § 131 Abs. 1 StGB beschlagnahmten Alben.
Das Album wurde trotz Indizierung und Beschlagnahmung weiterhin tausendfach kopiert und weitergereicht. Das Label Rock-O-Rama selbst brachte im Lauf der Jahre diverse Versionen des Albums in den Umlauf, teilweise auch ohne die indizierten Stücke, um einer weiteren Beschlagnahmung zu entgehen.
Freitag Nacht, 1988, Neuauflage ohne indizierte Titel
1. Stolz – 2:31
2. Freitag Nacht – 2:23
3. Vereint – 2:59
4. Freibier – 3:25
5. Deutschland – 3:10
6. Singen und Tanzen – 2:32
7. Tanz auf deinem Grab – 2:16
8. Alkohol – 2:24

Folgeindizierung
Die Bundesprüfstelle für jugendgefährdende Schriften nahm von Amts wegen eine Folgeindizierung in den Listenteil B des Index mit der Entscheidung Nr. 9908 am 15.07.2011 vor.
Teilweise Listenstreichung
Im Dezember 2019 strich die Bundesprüfstelle für jugendgefährdende Medien das Lied Der nette Mann vom Index, da das entsprechende 3er-Gremium eine jugendgefährdende Wirkung verneinte. Dies hat auch zur Folge, dass das Lied wieder straffrei live aufgeführt werden darf. Die LP Der Nette Mann blieb wegen der Lieder Frankreich ’84, Fußball + Gewalt und Dr. Martens Beat weiterhin indiziert.
In der Entscheidung Nr. F1/20 vom 25.08.2020 hat die Bundesprüfstelle für jugendgefährdende Schriften mit Feststellung der fehlenden Inhaltsgleichheit vom 28.08.2020 das Album Der nette Mann von nebenan nicht in die Liste der jugendgefährdenden Schriften eingetragen, weil es nicht inhaltsgleich mit dem ursprünglichen Album ist.
Der nette Mann von nebenan, 2020
1. Der nette Mann – 2:55
2. Deutschland – 3:09
3. Singen und Tanzen – 2:29
4. Mädchen – 2:19
5. Tanz auf deinem Grab – 2:14
6. Vereint – 2:57
7. Freibier – 3:24
8. Stolz – 2:29
9. Freitag Nacht – 2:22
10. Böhse Onkelz – 2:32
11. Alkohol – 2:19

## Informationen zu einzelnen Liedern
Frankreich '84
Das Lied zur Fußball-Europameisterschaft 1984 ist einer der Titel, die maßgeblich zur Indizierung des Albums führten.
Im Liedtext heißt es: „Ja, wir seh’n uns in jedem Fall im Sommer ’84 beim Frankreichüberfall“. Diese Textstelle scheint durch einen Sticker der Hooligan-Szene inspiriert worden zu sein, der ein ausgebombtes Dorf zeigt und mit dem in deutscher Frakturschrift für „Frankreichüberfall - EM ’84“ geworben wurde. Dies stellt eine Anspielung auf den Westfeldzug gegen Frankreich 1940 dar. Zwei Mitglieder der Band wurden bei der EM 1984 bei Ausschreitungen festgenommen und ihre Eintrittskarten konfisziert. Eine weitere Quelle mag die Hymne des Oktoberklubs anlässlich der zehnten Weltfestspiele der Jugend und Studenten gewesen sein („Ja, ja wir treffen uns auf jeden Fall, Sommer ’73 zum zehnten Festival“).
Die BPjS stufte das Lied als Glorifizierung der Hooligan-Szene ein und stellte hier fest, dass die Herabwürdigung der französischen Mannschaft nationalsozialistische Tendenzen trage und gegen den in Art. 25 des Grundgesetzes festgeschriebenen Gedanken der Völkerverständigung verstoße.
Der Liedtext wurde noch vor der Indizierung des Albums von der Band umgedichtet. So wurde aus dem „Frankreichüberfall“ der „Mexicoüberfall“, der 1986 zur Fußball-Weltmeisterschaft in Mexiko stattfinden sollte. Die Band spielte diese Version des Lieds allerdings nur wenige Male live, bevor mit Mexiko, dem WM-Titel vom Album Mexico, ein komplett neues Lied eingespielt wurde.
Fußball + Gewalt
In diesem Lied wird das typische Verhalten von Hooligans besungen, die zu Fußballspielen fahren, um sich untereinander zu prügeln. Das Stück trug ebenfalls zur Indizierung des Albums aufgrund von Gewaltverherrlichung bei.
Der nette Mann
Das Lied ist ein weiterer Titel, der maßgeblich zur Indizierung des Albums geführt hat.
„Ich bin der nette Mann von nebenan, und jeder könnt’ es sein. Schaut mich an, schaut mich an, ich bin das perverse Schwein!“, heißt es in dem Lied. Sänger Russell singt hierbei aus der Perspektive eines Kindermörders, der sich als „der nette Mann von nebenan“ gibt. Diese Erzählhaltung findet sich auch in anderen Liedern der Band (z. B. Bomberpilot) wieder. Laut Aussage der Band soll so „eine größtmögliche Härte der Aussage“ erlangt werden. Das Lied soll Verbrechen – in diesem Fall sexuellen Missbrauch von Kindern – anprangern.
Das Lied wurde von der BPjS wegen Gewaltverherrlichung indiziert. Die BPjS wertete Text und Erzählperspektive als Verherrlichung von Kindesmisshandlung und -verstümmelung.
Die Band spielte das Lied jedoch auch nach der Indizierung trotz Strafandrohung weiter auf ihren Konzerten, so z. B. auch bei ihrem Abschiedskonzert 2005, was zu einer Anzeige und einem Ordnungsgeld führte.
Am 30. Dezember 2019 verkündete die BPjM die Aufhebung der Indizierung des Titelsongs, wohingegen das Album selbst weiterhin indiziert bleibt.
Deutschland
Mit Textzeilen wie „Wir sind stolz darauf, Deutsche zu sein“, „Schwarz-Rot-Gold, wir steh’n zu Dir“ und „Deutschland, Deutschland, Vaterland“ gilt das Lied als patriotisches Statement der Band.
Die Textzeile „Auch zwölf dunkle Jahre in deiner Geschichte macht unsre Verbundenheit zu dir nicht zunichte“ wird von Anhängern der Band als klare Distanzierung vom Nationalsozialismus interpretiert, während Kritiker in der Anspielung auf die „dunklen“ Jahre des NS-Regimes 1933 bis 1945 eine starke Verharmlosung derselben erkennen, die darüber hinaus einem ungetrübten Nationalstolz nicht im Wege zu stehen scheinen.
Laut dem Politikwissenschaftler Christoph Butterwegge wurde durch das Lied die Parole „Wir sind stolz drauf, Deutsche zu sein“ zu einer Hymne rechtsextremer Skinheads.
Das Lied wurde im Zuge des Indizierungsverfahrens allerdings nicht erwähnt.
Bei einem Konzert in Lübeck 1985 änderte der Sänger Kevin Russell die Textzeile „Schwarz-Rot-Gold, wir steh'n zu dir“ in „Schwarz-Weiß-Rot wir steh'n zu dir“. Dieses wurde von der Band Jahre später als „Alleingang“ des Sängers kritisiert.
Dr. Martens Beat
Doc Martens ist eine Kultmarke für Schuhe u. a. in der Skinheadszene. Der Inhalt des Liedes richtet sich an den Verlierer einer Schlägerei. Auch dieses Lied wurde im Indizierungsbericht erwähnt und als Aufruf zur Gewalt interpretiert.
Mädchen
Der Text zum Lied Mädchen wurde von der BPjS als pornografisch eingestuft, der gegen § 184 StGB (Verbreitung pornografischer Schriften) verstößt.
Böhse Onkelz
Die Bandhymne Böhse Onkelz wurde ebenfalls als jugendgefährdend eingestuft. Die BPjS bescheinigte der Band in ihrer Indizierungsentscheidung aufgrund dieses Liedes eine nationalsozialistische Tendenz. Dabei berief man sich vor allem auf die Zeilen „Wir saufen mit links und herrschen mit der Rechten“ und „Heute gehört uns Deutschland und morgen die ganze Welt“, wobei letztere an das Lied Es zittern die morschen Knochen von Hans Baumann erinnert.

## Rezeption
Das Album Der nette Mann gilt laut des Politikwissenschaftlers Henning Flad als „das wahrscheinlich einflussreichste Skinhead-Album der deutschen Rechtsrock-Geschichte“. Obwohl das Album keine dezidiert rechtsextremen Inhalte verbreitete, wurde der Titel Deutschland von Klaus Farin als „extrem nationalistisch“ oder von Christian Dornbusch und Jan Raabe als „moderat deutsch-national“ eingestuft. Zudem war die Verbindung zur Hooliganszene offenkundig. Aus heutiger Sicht wirken die Titel des Albums relativ harmlos, jedoch war die in den Texten angekündigte Gewaltbereitschaft verbunden mit einer nationalen, rechten Einstellung etwas Neues. Mit dem Album gelang den Böhsen Onkelz eine Art Blaupause für die rechtsextremen Alben bis Mitte der 1990er. Themen, die immer wieder aufgegriffen werden, wie „Skinheadkult, Alkoholverherrlichung/Party, Gewalt, Deutschland, Frauen und sexualisierte Gewalt“, wirkten „genrebegründend“. Das Album markierte mit den Alben von Skrewdriver den Beginn von Rock-o-Ramas Hinwendung zur rechtsextremen Skinhead-Szene. Egoldt dominierte bis etwa 1994 die Rechtsrock-Produktion in Deutschland.